# Ecuațiile lui Maxwell
Ecuațiile lui Maxwell, formulate de James Clerk Maxwell, constituie fundamentarea matematică a principiilor electrodinamicii clasice, teoria macroscopică a câmpului electromagnetic. În memoriul intitulat O teorie dinamică a câmpului electromagnetic (A Dynamical Theory of the Electromagnetic Field), publicat în 1864, Maxwell a formulat „ecuațiile generale ale câmpului electromagnetic” ca „douăzeci de ecuații” pentru „douăzeci de cantități variabile”, precizând că „aceste ecuații sunt deci suficiente pentru a determina toate cantitățile care apar în ele, dacă ne sunt cunoscute condițiile problemei.” Ele au fost reformulate în 1884, după moartea lui Maxwell, de Heaviside, ca ecuații pentru mărimile cu semnificație fizică directă (câmpul electric și câmpul magnetic), folosind notația compactă a analizei vectoriale.

## Ecuațiile lui Maxwell în forma generală
Sub forma de ecuații diferențiale (în variabilele independente poziție {\displaystyle \mathbf {r} \,} și timp {\displaystyle t\,}), ecuațiile lui Maxwell leagă câmpul electromagnetic (vectorul câmp electric {\displaystyle \mathbf {E} \,} și vectorul câmp magnetic {\displaystyle \mathbf {B} \,}) de sursele sale (densitatea de sarcină electrică {\displaystyle \rho \,} și densitatea de curent electric {\displaystyle \mathbf {J} \,}). Sub forma de ecuații integrale, ele leagă fluxul printr-o suprafață închisă {\displaystyle S\,} și circulația în lungul unei curbe închise {\displaystyle C\,}, pentru vectorii câmp electric și câmp magnetic, de sarcina electrică {\displaystyle Q\,} din volumul delimitat de {\displaystyle S\,}, de curentul electric {\displaystyle I\,} printr-o suprafață {\displaystyle \,S_{C}\,} delimitată de {\displaystyle C\,}, precum și de variația în timp a fluxului electromagnetic prin această suprafață.
Dimensiunile mărimilor electromagnetice și coeficienții cu care ele apar în ecuațiile lui Maxwell depind de sistemul de unități adoptat. Sistemul internațional de unități, utilizat cu preponderență în aplicații și pe care se bazează tabelul următor, definește două constante fizice fundamentale: permeabilitatea magnetică a vidului {\displaystyle \mu _{0}\,} și permitivitatea electrică a vidului {\displaystyle \epsilon _{0}\,}. În studiile teoretice sunt utilizate adesea sistemul de unități Gauss și sistemul de unități Heaviside-Lorentz.
| ecuații diferențiale | ecuații integrale |
| --- | --- |
| {\displaystyle \nabla \cdot \mathbf {E} ={\frac {1}{\epsilon _{0}}}\rho }                                                            | {\displaystyle \oint _{S}\mathbf {E} \,d\mathbf {S} ={\frac {1}{\epsilon _{0}}}\,Q}                                                                           |
| {\displaystyle \nabla \times \mathbf {E} =-{\frac {\partial \mathbf {B} }{\partial t}}}                                              | {\displaystyle \oint _{C}\mathbf {E} \,d{\boldsymbol {\ell }}=-{\frac {d}{dt}}\int _{S_{C}}\mathbf {B} \,d\mathbf {S_{C}} }                                   |
| {\displaystyle \nabla \cdot \mathbf {B} =0}                                                                                          | {\displaystyle \oint _{S}\mathbf {B} \,d\mathbf {S} =0} |
| {\displaystyle \nabla \times \mathbf {B} =\mu _{0}\,\mathbf {J} +\mu _{0}\epsilon _{0}\,{\frac {\partial \mathbf {E} }{\partial t}}} | {\displaystyle \oint _{C}\mathbf {B} \,d{\boldsymbol {\ell }}=\mu _{0}\,I+\mu _{0}\epsilon _{0}\,{\frac {d}{dt}}\int _{S_{C}}\mathbf {E} \,d\mathbf {S_{C}} } |

## Ecuațiile lui Maxwell într-un mediu material
În tabelul precedent apar densitatea de sarcină și densitatea de curent totale; ele includ atât sursele libere (sarcini și curenți la scară macroscopică), cât și sursele legate (induse la scară microscopică în mediul material de câmpul electromagnetic, prin polarizare și magnetizare). În aplicații este convenabil să apară explicit doar sursele libere; celelalte sunt absorbite în două câmpuri auxiliare, câmpul electric indus {\displaystyle \mathbf {D} \,} și câmpul magnetic indus {\displaystyle \mathbf {H} \,}. Prin aceasta numărul funcțiilor necunoscute se dublează; pentru a obține o soluție a ecuațiilor lui Maxwell trebuie specificată  dependența câmpurilor induse de câmpurile fundamentale, prin  relații de material de forma {\displaystyle \mathbf {D} =\mathbf {D} \left(\mathbf {E} \right)} și {\displaystyle \mathbf {H} =\mathbf {H} \left(\mathbf {B} \right)}. În tabelul care urmează, sursele libere (în engleză free) sunt distinse prin indicele f: {\displaystyle \rho _{f},\,\mathbf {J} _{f},\,} respectiv {\displaystyle Q_{f},\,I_{f}.\,}
| ecuații diferențiale                                                                                    | ecuații integrale |
| --- | --- |
| {\displaystyle \nabla \cdot \mathbf {D} =\rho _{f}}                                                     | {\displaystyle \oint _{S}\mathbf {D} \,d\mathbf {S} =Q_{f}}                                                                      |
| {\displaystyle \nabla \times \mathbf {E} =-{\frac {\partial \mathbf {B} }{\partial t}}}                 | {\displaystyle \oint _{C}\mathbf {E} \,d{\boldsymbol {\ell }}=-{\frac {d}{dt}}\int _{S_{C}}\mathbf {B} \,d\mathbf {S_{C}} }      |
| {\displaystyle \nabla \cdot \mathbf {B} =0}                                                             | {\displaystyle \oint _{S}\mathbf {B} \,d\mathbf {S} =0}                                                                          |
| {\displaystyle \nabla \times \mathbf {H} =\mathbf {J} _{f}+{\frac {\partial \mathbf {D} }{\partial t}}} | {\displaystyle \oint _{C}\mathbf {H} \,d{\boldsymbol {\ell }}=I_{f}+{\frac {d}{dt}}\int _{S_{C}}\mathbf {D} \,d\mathbf {S_{C}} } |